# Армия Крайова
Армия Крайо́ва (на полски: Armia Krajowa – Отечествена армия) е нелегална военна организация в окупираната от Германия Полша, която действа във всички части на страната от февруари 1942 до разпускането ѝ през януари 1945 г.
Тя е най-голямата нелегална съпротивителна армия през Втората световна война. Тя предсптавлява въоръжено крило на организацията, която по-късно става известна като „Полска нелегална държава“.
Основни военни и саботажни операции:
- Операция Пояс
- Операция Буря (Akcja Burza)
  - Операция „Остра Брама“ (Operacja Ostra Brama)
  - Операция Буря в Лвов (Akcja Burza we Lwowie)
  - Варшавско въстание (Powstanie warszawskie)

## Дейност
Възниква от преименуването на Съюза за въоръжена борба по заповед на Владислав Шикорски от 14 февруари 1942 г. Задачата на Армия Крайова е да създава военно-организационни структури по време на окупацията с цел мобилизиране на обществото, защита на Полската нелегална държава и създаване на армия до настъпването на открита борба за независимост. Дейността на АК се провежда в две форми: създаване на военни и организационни структури по време на окупацията, както и приготвяне на конспиративна армия до открита борба за независимост (Възпроизвеждане на Военните сили). Възпроизвеждането на Военните сили се провежда по време на цялата окупация и приема формата на военни териториални структури, в крайния етап – военни тактични структури. АК създава успореден административен апарат, създавайки Милитализирана администрация. Провежда разпити, диверсия, ответни и защитни действия, експроприация, продукция на оръжия, бойни действия за защита на населението, както и пропаганда. Разработват поредните два плана за всеобщо въстание. В края на 1943 г. планът за всеобщо въстание е застъпен от план „Буря“, вземайки под внимание ситуацията, която ще настъпи след навлизането на Червената армия. През пролетта на 1942 г. пристъпват към разработване на план за Възпроизвеждане на Военните сили. Този план предвижда създаването на огомни единици (31 пехотни дивизии, 1 бронирана бригада и 8 кавалерийски).
През годините 1942 – 1945 отделите на Polska Walcząca извършват над 110 хиляди въоръжено-диверсионни акции, от които 6243 акции биват проведени от по-големите партизански сили. В 1278 противопартизански акции освен специалните отдели на полиция и жандармерия, участие взема и Вермахтът.
През 1944 г. РСХА Хайнрих Химлер създава специална клетка Гестапо, която да изследва структурата и дейността на Армия Крайова. По образец на АК немците създават организацията Верволф (Върколаци).
Целта на АК е успешно общонационално въстание. До неговото избухване планира да води ежедневна борба.
Основни форми за действие са саботаж, диверсия, разпит и пропаганда. Едва на по-късен етап се пристъпва към партизански действия.
На 20 април 1940 г. възниква съюз Odwet. За негов командир е избран Франчишек Непокулчицки. Това е тайна единица, която представлява гръбнака на организацията. Притежава разширени организационни и бойни структури както на територията на Генералното Губернаторство, така и на тези, присъединени към немския Райх.
Отделите на Odwet организират своите акции основно по жп линии, диверсия и саботаж в оръжейната промишленост, транспортните и комуникационни възли.
Най-силният натиск върху саботажните действия се случва през пролетта на 1941 г., т.е. периода, когато немците концентрират на полската земя огромните сили на Вермахта и Луфтвафе преди удара върху СССР.
През август 1941 г. е свикана специална диверсионна организация, под името Wachlarz, с ръководител подполковник Ян Влодаркевич. Организацията има две главни задачи: провеждане на текущи саботажни и диверсионни акции както и осигуряване на покритие от изток. Организацията наброява около 800 души. Провежда около 100 акции, предимно на железопътните линии. Wachlarz обаче не успява да развие своята дейност в голям мащаб. Към края на 1942 г. е разпуснат, а неговите войници са присъединени към локалните структури на АК.
През май 1942 г. е свикана Организация за специални бойни акции („Osa“) под ръководството на подполковнк Юзеф Шайевски. Това е строго секретна клетка на АК, чиято цел е да извършва атаки върху офицери от хитлеровския апарат, които се отличават с изключителна жестокост. Клетката е подчинена на Главната команда на АК и изпълнява задачи, наредени непосредствено от коменданта. През февруари 1943 г. военният отдел на Osa е включен към Kedyw KG AK и е преименуван на Kosa. Kosa, наред с Motor са най-силните бойни единици на Kedyw KG AK.
През юни 1943 г. „Osa“-„Kosa” е разбита. Тогава Главното командване на АК свиква нова бойна единица Agat, произлизаща от щурмовите групи на Сивите редици. Неин ръководител става Адам Борис. Agat бива предназначен да изпълнява специалните заповеди, които дотогава изпълнява Kosa. През януари 1944 г. името Agat е променено на Pegaz, а през юни 1944 г. Pegaz е преименуван на Parasol. Тази организация извършва редица грандиозни бойни действия.
На 22 януари 1943 г., за да координира саботажните и диверсионни действия е свикано Kierownictwo Dywersji (Kedyw) KG AK. Начело застава полковник Емил Фелдорф.
Специфичен метод за борба е експроприацията. По време на акцията Góral са конфискувани 106 млн. злоти.
Друг метод за борба с окупатора е информационно-пропагандната дейност. Най-важната задача на пропагандата е поддържане на желанието за съпротива у народа и мобилизиране за война. Издавани са и конспиративни материали в пресата.
В началото на 1944 г. кръговете на АК се подготвят за реализация на Burza. Продължават и всекидневните борби. Провеждат обучения и производство на оръжия.
През пролетта на 1944 г. се засилват партизанските действия по източните и централни територии. Концентрацията на партизански звена води до започване на операция срещу партизаните от страна на Германия. Една от тях, операция Sturmwind II, на територията на Любелския регион, води до разбиване на отделите на АК. Това е най-голямото поражение в историята на партизанските действия на АК. Престава да съществува близо 1200-членна партизанска групировка.
От началото на 1945 г. контактите на АК с правителството в Лондон са цензурирани от британските власти, а контактите на правителството с отделите извън линия Кързън са прекъснати от британците.
От февруари 1941 г. до юни 1944 г. от Запад до Полша са пренесени 305 тона военни материали за полската армия.

## Структура
Главното командване на АК се състои от 8 отдела: Организационен, Информационно-разузнавателен, Оперативно-обучителен, Отдел за снабдяване, Отдел за комуникации, Бюро за информация и пропаганда, Финансов отдел, Седалище на военните офиси (Военна администрация). Като отделна единица през януари 1943 г. е създадена Kedyw.
През 1944 г. АК наброява около 390 хил. души, от които 10,8 хил. офицери.

## Акция Буря
Събитията през 1943 г. на съветско-немския фронт поставят пред полското правителство в Лондон въпроса за възможното нахлуване на Червената армия на полските земи. На 26 октомври 1943 г. Правителството на главнокомандващия дава инструкция на страната. Тя се основава на провеждането на саботажни и диверсионни действия спрямо отдръпващите се немски отдели. В инструкциите е отбелязано, че в случай на липса на нормирани полско-съветски отношения, цивилните и военни власти остават в конспирация.
Въз основа на инструкциите на главнокомандващия, ръководителят на АК, генерал Тадеуш Коморовски „Bór“, на 20 ноември 1943 г. издава заповед за подготовка за бойни действия с криптонима „Буря“. Това е в разрез със заповедта на главнокомандващия, който нарежда конспиративна дейност. В Главното командване на АК побеждава схващането за споразумяване с Червената армия. Смята се, че без тактическо сътрудничество, по-нататъшната борба е рискована и може да доведе партизанските отдели до репресия и разоръжаване.
На 2 февруари 1944 г. Съветът на министрите приема заповедта на шефа на АК.
На 4 януари 1944 г. Червената ария преминава границата на предвоенна Жечпосполита. Във Волиния отделите на АК предприемат тактическо сътрудничество с отделите на Червената армия. Съвместно се борят срещу отдръпващите се немски войски и отделите на украинските националисти. Първите полско-съветски контакти обаче не оставят илюзии за същинските намерения на Русия, която отказва да уважава полските партизански отдели и цивилната администрация, подчинени на правителството в Лондон.
Въпреки локалните военни успехи, „Буря“ в политическия смисъл приключва с неуспех. Респектиране на суверенните права на полските власти не е част от плана на Сталин и западните страни.

## Варшавско въстание
Освовна статия: Варшавско въстание
Варшавското въстанаие не е част от плана „Буря“, но политическата ситуация принудила АК да поведе борба за столицата. Военните сили на АК във Варшава наброяват 50 хил. войници, ръководени от подполковник Антони Хрушчел. Към действия пристъпват също така отделите на други групировки, които се подчиняват на ръководителите на АК: Национални военни сили, Полска Армия Людова, Корпус за сигурност, Армия Людова (общо около 5 хил.).
На 1 август 1944 г. Йосиф Сталин заповядва абсолютно разоръжаване на звената на АК и другите организации, които не са подчинени на просъветския Полски комитет за национално освобождение.
Командири
| Име и фамилия              | Псевдоним   | Период на ръководене    |
| Михал Токажевски-Карашевич | Torwid      | 27 IX 1939 – март 1940  |
| Кажимеж Соснковски         | Godziemba   | Март 1940 – 18 VI 1940  |
| Стефан Ровецки             | Grot        | 18 VI 1940 – 30 VI 1943 |
| Тадеуш Коморовски          | Bór         | Юли 1943 – 2 X 1944     |
| Леополд Окулицки           | Niedźwiadek | 3 X 1944 – 17 I 1945    |

## След войната
След приключването на Втората световна война войниците на АК са преследвани от комунистическите власти. Биват арестувани, затвярани и убивани. Цялата информация за дейността на АК както по време на войната, така и след като тя свършва, е цензурирана.

## Почести
Борбата на полските войници от АК е почетена на Гроба на незнайния войн във Варшава с надпис на една от плочите след 1945 г. „АРМИЯ КРАЙОВА“. 
- Полковник Александер Кшижановски – „Вилк“(mjr/ppłk Aleksander Krzyżanowski – „Wilk“)
- Батальон „Хробри I“(Batalion Chrobry I)
- Батальон „Хробри II“ (Batalion Chrobry II/ Zgrupowanie Chrobry II)
- Батальон „Чата 49“ (Batalion Czata 49)
- Батальон „Густав“(Batalion Gustaw)
- Батальон „Килински“ (1)(Batalion Kiliński)
- Батальон „Килински“ (2)(Batalion Kiliński)
- Батальон „Килински“ (3)(Batalion Kiliński)
- Батальон „Мьотла“ (Batalion Miotła)
- Батальон „Парасол“ (Batalion Parasol)
- Батальон „Пеншч“ (Batalion Pięść)
- Батальон „Ручай“ (1)(Batalion Ruczaj)
- Батальон „Ручай“ (2)(Batalion Ruczaj)
- Батальон „Сокул“ (Batalion Sokół)
- Батальон „Вигри“ (Batalion Wigry)
- Батальон „Зошка“ (Batalion Zośka)
- Szare Szeregi: Тадеуш Ярош-„Топаз“, Анджей Хепен-„Сташек“
- Szare Szeregi
- Майор Юрий Флоров сред офицери по време на Варшавското въстание
- СС-Групенфюрер Хайнц Райнефарт сред казаци по време на Варшавското въстание.
- Армия Крайова, 11 ноември 2008 г.